# Monte Amariana
Il Monte Amariana (La Mariane in friulano - 1906 m s.l.m.) è una montagna delle Alpi Carniche (Alpi Tolmezzine Orientali - Carnia sud-orientale), dominando Amaro a est e Tolmezzo ad ovest con l'Alta Val Tagliamento, con la sua tipica forma piramidale: dalla cima si ha un panorama amplissimo su tutte le Alpi Carniche e Giulie, sulla pianura friulana fino all'Alto Adriatico; in cima al monte è collocata una statua della Madonna (1959), davanti alla quale molti fedeli vanno a pregare dopo una camminata di 2 ore su un sentiero che conduce alla cima.

## Ascensione
- Da Illegio di Tolmezzo si imbocca il sentiero di Damàrie che inizia a Est dell'abitato (segnalazione). Dopo il Rifugio Cimenti m 950, incustodito e disarredato, si prosegue lungo il bosco sino alla Sella Pradùt m 1049, donde si prende il sentiero Cimenti (segnalato) che sale nel bosco direttamente alla Forchiàte m 1600. Infine, tra rocce erbose, alla cima. (ore 5.30)
- Da Amaro per ripido sentiero fino allo Stàvolo Possèlie m 925, quindi a Casera Plan dai Aiars m 1757, donde per erti pascoli sassosi alla cima Est m 1859; di qui in pochi minuti alla spaccatura tra le due cime e alla cima principale. (ore 5)
- Da Venzone, si segue la strada per Tolmezzo, e subito dopo il ponte sul fiume Fella, si devia a destra, salendo per sentiero allo Stàvolo di Nòle m 482; poco oltre, si volge a destra per gli Stàvoli Valaconin m 845 e la forcella m 1109 dalla quale per una lunga cresta, con vista stupenda, a Casera Plan dai Aiars m 1757, ove fa capo la via proveniente da Amaro che porta alla vetta. (ore 4.45)
- Da Tolmezzo m 364 sentiero alpinistico "Dalla Marta" : costeggiare l'ex Polveriera sulla Destra sino ad imboccare un sentiero inizialmente ben tracciato, poi causa un incendio la traccia si è rovinata, proseguire sino ad una forcella "Ometti visibili" seguendo la traccia si arriva al attacco del sentiero "Targa Metallica", una volta attrezzato stupendamente ma causa atti vandalici di ignoti gli ancoraggi sono stati divelti, da lì seguire la traccia marcata con bollini sino in cresta, che si segue, poi tenendo la destra del bosco pensile si sale sulla spalla da lì si obliqua a destra "bollino" e si risale la rampa canale che porta alla forcella del Diavolo e poi sulla destra presto si raggiunge la cima m 1907. Bellissimo itinerario ma solo per escursionisti con competenze alpinistiche.
- Da Tolmezzo prendere la vecchia statale che conduce alla ex-polveriera fino al ponte sul rio Confine, q.302, in sinistra orografica del rio, lato sinistro della vecchia statale, prendere il marcato sentiero che risale conducendo agli tavoli di Lisagno di Sotto, q.632; si continua a risalire per strada bianca con numerose svolte fino a Lisagno di Sopra, q. 904; da qui ancora per breve tratto fino alla Forca del Cristo, q.975, dove ci si congiunge alla strada ex-militare proveniente da Amaro. All'altarino realizzato dagli Amici dell'Amariana, in memoria di Don Benedetto Heidersdorf, si prende il sentiero 414 CAI per procedere verso la vetta su percorso attrezzato nella parte superiore, da q. 1600 ca. Si consiglia attrezzatura da alpinismo, preferibilmente caschetto per pericolo caduta sassi. Alla forcella che spalanca la vista verso il complesso Palavierte - M. Sernio piegare, sempre per via attrezzata, a sinistra fino alla vicina vetta: statua della Madonna dell'Amariana (opera dello scultore Max Piccini), posata nel 1958 dai Salesiani di Tolmezzo con la collaborazione degli Scout della Carnia. La statua è oggetto di venerazione alla Madonna della Carnia, in particolare nelle tre festività mariane del 15 agosto (festività dell'Assunta), dell'8 dicembre (festività dell'Immacolata) e 24 maggio (festa di Maria Ausiliatrice), con partecipazione di numerosi alpinisti provenienti dal Friuli e dalla vicina Carinzia. Sotto la guida di Don Benedetto Heidersdorf (Don Heider) si è costituito negli anni '60 il gruppo degli Amici dell'Amariana che hanno tenuta viva questa tradizione.

## Curiosità
Un tempo si credeva (a torto) che fosse il monte più alto della Carnia, e anche un vulcano spento. Per tradizione, se la cima del monte è annuvolata, si aspetta la pioggia, e il detto popolare dice: Cuant che la Mariane a ja il cjapiel, met ju il falcet e cjape su il riscjel (Quando la Mariane ha il cappello, metti giù la falce e prendi in mano il rastrello).

## Galleria d'immagini

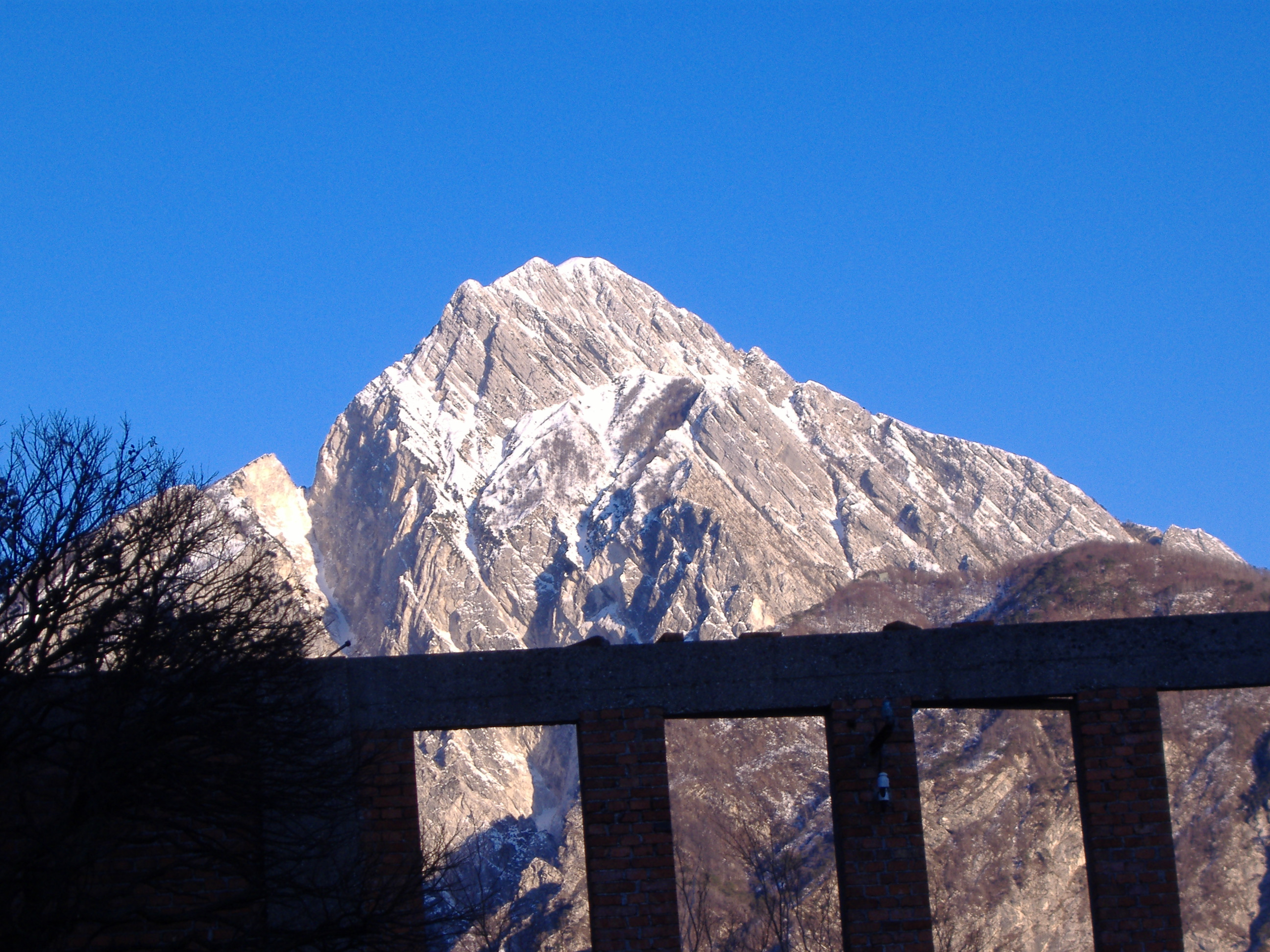
Monte Amariana
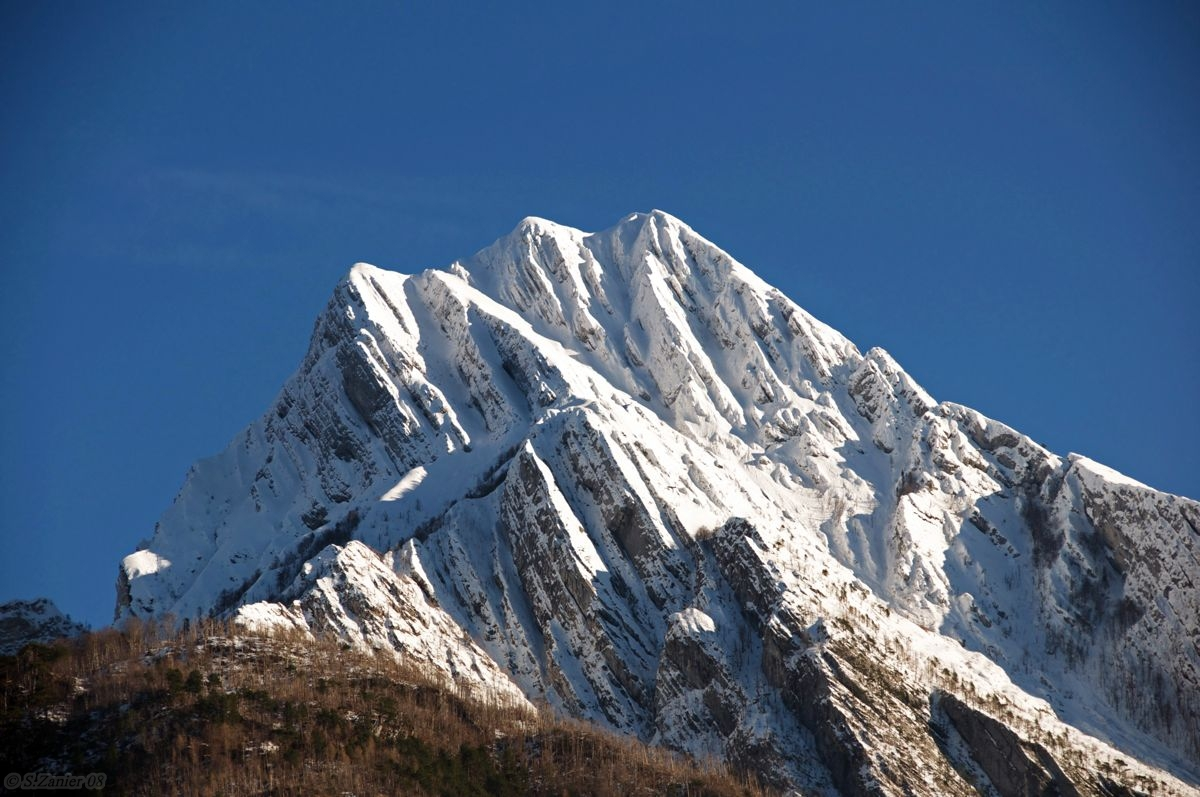
Visuale della vetta
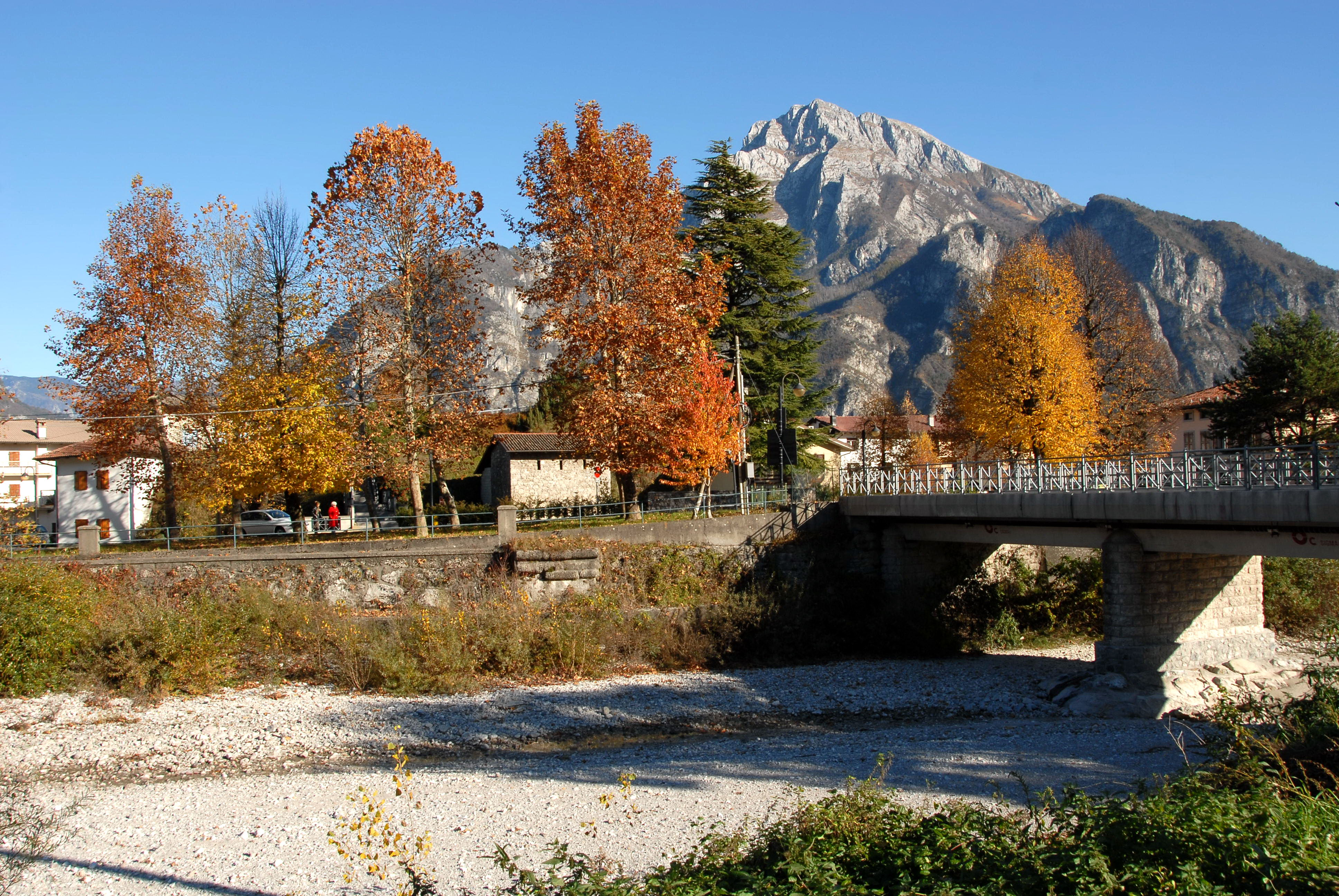
Monte Amariana, vista da Cavazzo Carnico
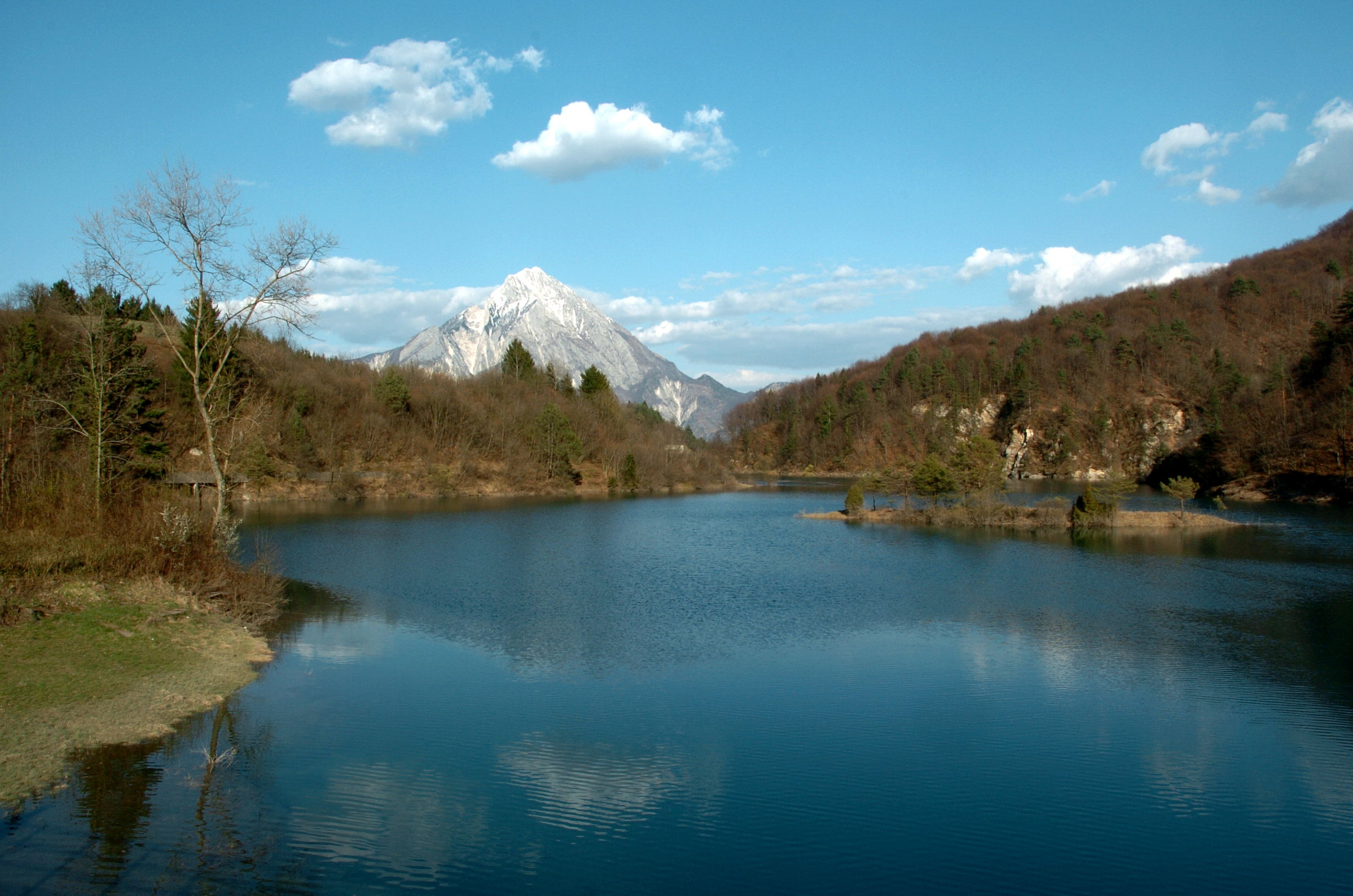
Lago di Verzègnis con il Monte Amariana
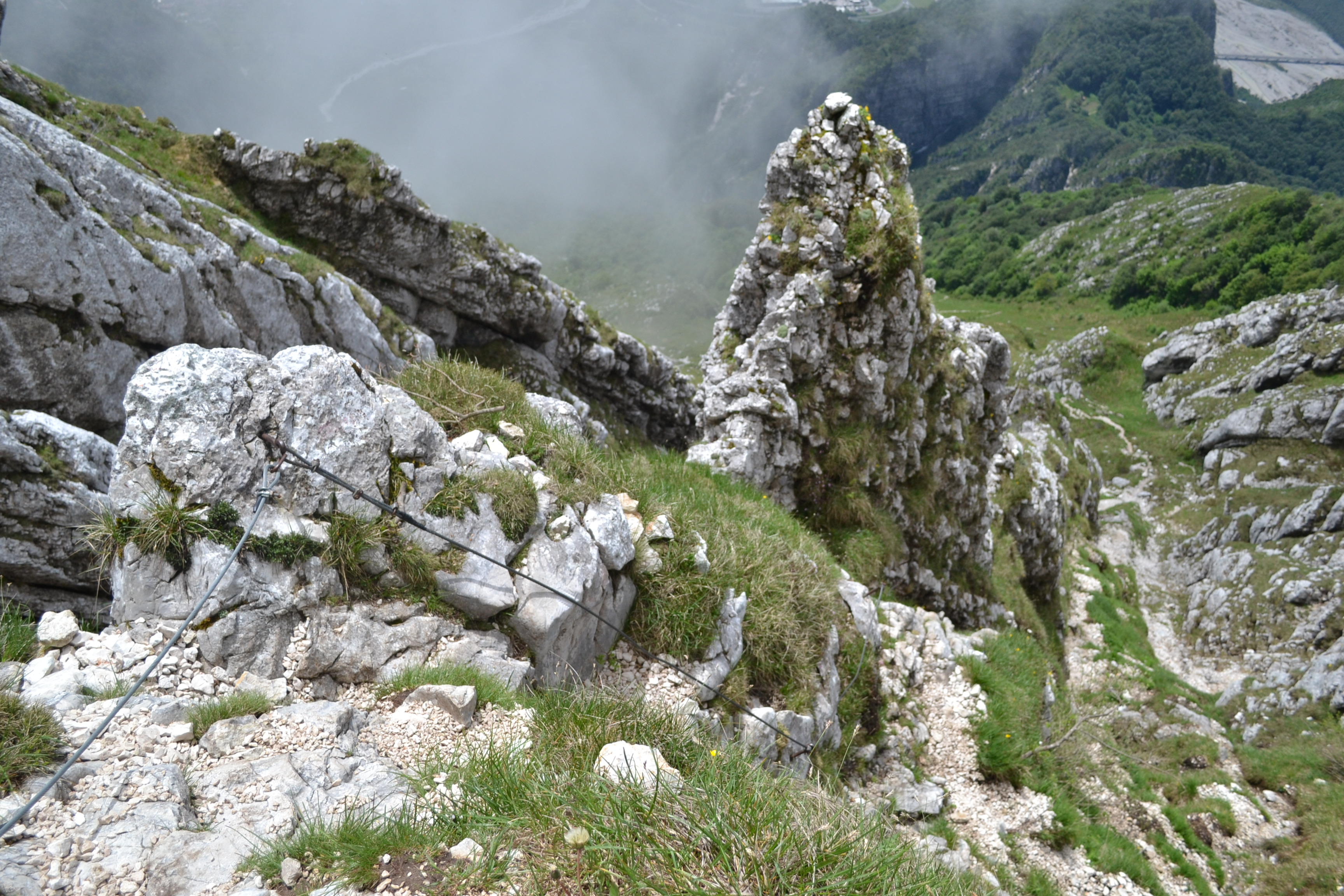
Particolare lungo l'ascesa